# Rocky Graziano
Rocky Graziano, pseudonimo di Thomas Rocco Barbella (Brooklyn, 1º gennaio 1919 – New York, 22 maggio 1990), è stato un pugile statunitense di origini italiane, campione del mondo dei pesi medi tra il 1947 e il 1948.

## Biografia

### Gli inizi
Dopo un'adolescenza turbolenta si avvicinò alla boxe grazie ad un militare che lo allenò in un campo di lavori forzati dove era detenuto per aver disertato la chiamata alle armi.
In cerca di soldi dopo aver scontato la pena, iniziò a combattere in incontri con borsa da pochi dollari per evitare di ricadere nel tunnel della criminalità fino a quando venne convinto dal suo manager ad allenarsi seriamente.
Dopo aver vinto il campionato metropolitano AAU di New York nei pesi welter ed aver combattuto contro Mickey Caderelli iniziò la sua scalata verso i vertici mondiali della boxe professionistica.

### Carriera da professionista
Dotato di un pugno destro particolarmente potente, tanto da essere soprannominato The Rock, si distinse in numerosi incontri conclusi prima del limite, con il KO di malcapitati avversari.
Salì alla ribalta della boxe statunitense dopo aver messo KO al terzo round Billy Arnold, uno dei più forti pugili dell'epoca. Il match fu dichiarato Sorpresa dell'anno 1945 dalla rivista Ring Magazine.
Lo stesso anno incontrò, da peso medio, il campione mondiale dei welter Freddie Cochrane. Graziano subì l'iniziativa dell'avversario per tutti i primi otto round, per poi atterrare una prima volta Cochrane al nono round. Salvato dalla campana, Cochrane fu messo KO nel decimo round. L'incontro fu dichiarato Combattimento dell'anno 1945. Fu disputata una rivincita che ebbe esattamente lo stesso risultato (KO al decimo round per Graziano).
Il 29 marzo 1946, Rocky Graziano cancellò le velleità di Marty Servo, nuovo campione del mondo dei pesi welter, di combattere nella categoria superiore e mise praticamente fine alla sua carriera. Servo subì tre atterramenti nel 2º round, che procurarono l'interruzione dell'incontro per knock-out tecnico e non riuscì a ristabilirsi completamente dai colpi subiti che, in particolare, gli devastarono il naso. Anche questo match fu dichiarato da Ring Magazine Sorpresa dell'anno per il 1946.
Graziano affrontò Tony Zale, uno dei più forti pesi medi di tutti i tempi in tre memorabili incontri tra il 1946 e il 1948. Il 27 settembre 1946, con titolo in palio, fu messo KO al sesto round. Questo match, definito Combattimento dell'anno 1946 è stato inserito al quinto posto nella lista compilata nel 1996 dalla rivista Ring Magazine dei 100 più grandi combattimenti di tutti i tempi, con titolo in palio.
Nella rivincita disputata il 16 luglio 1947 al Chicago Stadium, Rocky Graziano si laureò campione del mondo dei pesi medi, battendo Zale per KO alla sesta ripresa. Anche questo incontro fu nominato Combattimento dell'anno per il 1947. Nella lista dei 100 più grandi combattimenti di tutti i tempi l'incontro è invece collocato addirittura al secondo posto, dietro soltanto al match del 1º ottobre 1975 tra Muhammad Ali e Joe Frazier, definito Thrilla in Manila. Graziano perse definitivamente il titolo mondiale dei medi nel terzo incontro con Zale, combattuto il 10 giugno 1948.
Nel 1948 la National Boxing Association revocò a Graziano la licenza di pugile in ogni zona del mondo sotto la sua giurisdizione. La revoca era valida negli Stati Uniti, in Gran Bretagna, Cuba, Messico, Canada e negli stati europei controllati dalla Federazione Pugilistica Europea. La decisione fu presa dopo che il pugile italo-americano non denunciò un uomo che gli aveva offerto 100.000 dollari se avesse perso il 1º dicembre dello stesso anno contro Fred Apostoli. L'incontro peraltro non si disputò mai perché Graziano non era salito sul ring dichiarando ai medici della federazione di essere infortunato.
Rimase fermo un anno. Poi Ralph Tribuani riuscì a fargli ottenere una licenza per combattere nel Delaware. Grazie ad essa Graziano riuscì a tornare ai livelli precedenti. Il 14 settembre 1949 batté Charlie Fusari per knock-out tecnico al decimo round, che fu nominato "round of the year" 1949.
Il 16 aprile 1952 Graziano fece un nuovo tentativo di conquistare la cintura dei medi, ma fu sconfitto da Sugar Ray Robinson per KO alla terza ripresa. Ha poi combattuto un ultimo match perso ai punti per poi ritirarsi.
È morto nel 1990 ed è stato sepolto nel Locust Valley Cemetery di New York.
La International Boxing Hall of Fame lo ha riconosciuto fra i più grandi pugili di ogni tempo. La rivista Ring Magazine lo ha classificato al 23º posto in un proprio elenco dei primi 100 picchiatori di ogni epoca.

## Citazioni e riferimenti
- Nel 1956, ispirato alla sua autobiografia, Robert Wise girò il film Lassù qualcuno mi ama (Somebody upthere likes me) con Paul Newman e l'attrice italiana Anna Maria Pierangeli; ottenne tre nomination al premio Oscar ed è la storia del campione italoamericano che attraversando un'adolescenza passata nei riformatori riesce a canalizzare la rabbia in ciò che sa fare meglio, combattere.
- Nel 1982 gli è stato reso omaggio nel film Bomber dove il cognome del protagonista Graziano, interpretato da Bud Spencer, si ispira a lui.
- È citato nel film diretto e interpretato da Jack Nicholson Il grande inganno del 1990.

## Risultati nel pugilato
| N. | Risultato | Record  | Avversario         | Tipo | Round, tempo | Data             | Località                                               | Note                                     |
| -- | --------- | ------- | ------------------ | ---- | ------------ | ---------------- | ------------------------------------------------------ | ---------------------------------------- |
| 84 | Sconfitta | 67–10–6 | Chuck Davey        | UD   | 10           | 1952–09–17       | Chicago Stadium, Chicago, Illinois                     |                                          |
| 83 | Sconfitta | 67–9–6  | Sugar Ray Robinson | KO   | 3 (15), 1:53 | 1952–04–16       | Chicago Stadium, Chicago, Illinois                     | Per il titolo mondiale dei pesi medi     |
| 82 | Vittoria  | 67–8–6  | Roy Wouters        | TKO  | 1 (10), 2:45 | 1952–03–27       | Minneapolis Auditorium, Minneapolis, Minnesota         |                                          |
| 81 | Vittoria  | 66–8–6  | Eddie O'Neill      | TKO  | 4 (10), 2:21 | 1952–02–18       | Jefferson County Armory, Louisville, Kentucky          |                                          |
| 80 | Vittoria  | 65–8–6  | Tony Janiro        | TKO  | 10, 2:45     | 1951–09–19       | Olympia Stadium, Detroit, Michigan                     |                                          |
| 79 | Vittoria  | 64–8–6  | Chuck Hunter       | DQ   | 2 (10)       | 1951–08–06       | Municipal Auditorium, Kansas City, Missouri            |                                          |
| 78 | Vittoria  | 63–8–6  | Cecil Hudson       | TKO  | 3 (10)       | 1951–07–10       | Municipal Auditorium, Kansas City, Missouri            |                                          |
| 77 | Vittoria  | 62–8–6  | Freddie Lott       | KO   | 5 (10), 2:17 | 1951–06–18       | Baltimore Coliseum, Baltimore, Maryland                |                                          |
| 76 | Vittoria  | 61–8–6  | Johnny Greco       | KO   | 3 (10), 1:56 | 1951–05–21       | Montreal Forum, Montreal, Quebec                       |                                          |
| 75 | Vittoria  | 60–8–6  | Reuben Jones       | KO   | 3 (10), 1:18 | 1951–03–19       | Miami Stadium, Miami, Florida                          |                                          |
| 74 | Vittoria  | 59–8–6  | Honeychile Johnson | KO   | 4 (10), 0:48 | 1950–11–27       | Philadelphia Convention Hall, Filadelfia, Pennsylvania |                                          |
| 73 | Vittoria  | 58–8–6  | Tony Janiro        | UD   | 10           | 1950–10–27       | Madison Square Garden, New York City, New York         |                                          |
| 72 | Vittoria  | 57–8–6  | Pete Mead          | KO   | 3 (10), 2:25 | 1950–10–16       | Milwaukee Arena, Milwaukee, Wisconsin                  |                                          |
| 71 | Vittoria  | 56–8–6  | Gene Burton        | KO   | 7 (10), 2:10 | 1950–10–04       | Chicago Stadium, Chicago, Illinois                     |                                          |
| 70 | Vittoria  | 55–8–6  | Henry Brimm        | KO   | 4 (10), 2:14 | 1950–05–16       | Buffalo Memorial Auditorium, Buffalo, New York         |                                          |
| 69 | Vittoria  | 54–8–6  | Vinnie Ciddone     | TKO  | 3 (10)       | 1950–05–09       | Milwaukee Arena, Milwaukee, Wisconsin                  |                                          |
| 68 | Vittoria  | 53–8–6  | Danny Williams     | KO   | 3 (10), 1:03 | 1950–04–24       | New Haven Arena, New Haven, Connecticut                |                                          |
| 67 | Pareggio  | 52–8–6  | Tony Janiro        | SD   | 10           | 1950–03–31       | Madison Square Garden, New York City, New York         |                                          |
| 66 | Vittoria  | 52–8–5  | Joe Curcio         | KO   | 1 (10), 2:21 | 1950–03–06       | Miami Stadium, Miami, Florida                          |                                          |
| 65 | Vittoria  | 51–8–5  | Sonny Horne        | MD   | 10           | 1949–12–06       | Cleveland Arena, Cleveland, Ohio                       |                                          |
| 64 | Vittoria  | 50–8–5  | Charley Fusari     | TKO  | 10           | 1949–09–14       | Polo Grounds, New York City, New York                  |                                          |
| 63 | Vittoria  | 49–8–5  | Joe Agosta         | KO   | 2 (10), 2:19 | 1949–07–18       | Century Stadium, West Springfield, Massachusetts       |                                          |
| 62 | Vittoria  | 48–8–5  | Bobby Claus        | KO   | 2 (10), 0:46 | 1949–06–21       | Wilmington Park, Wilmington, Delaware                  |                                          |
| 61 | Sconfitta | 47–8–5  | Tony Zale          | KO   | 3 (15)       | 1948–06–10       | Ruppert Stadium, Newark, New Jersey                    | Perde il titolo mondiale dei pesi medi   |
| 60 | Vittoria  | 47–7–5  | Sonny Horne        | UD   | 10           | 1948–04–05       | Uline Arena, Washington, D.C.                          | Difende il titolo mondiale dei pesi medi |
| 59 | Vittoria  | 46–7–5  | Tony Zale          | TKO  | 6 (15)       | 1947–07–16       | Chicago Stadium, Chicago, Illinois                     | Vince il titolo mondiale dei pesi medi   |
| 58 | Vittoria  | 45–7–5  | Jerry Fiorello     | TKO  | 5 (10)       | 1947–06–16       | Swayne Field, Toledo, Ohio                             |                                          |
| 57 | Vittoria  | 44–7–5  | Eddie Finazzo      | TKO  | 1 (10), 2:14 | 1947–06–10       | Fairgrounds Arena, Memphis, Tennessee                  |                                          |
| 56 | Sconfitta | 43–7–5  | Tony Zale          | TKO  | 5 (10)       | 1946–09–27       | Yankee Stadium, New York City, New York                | Per il titolo mondiale dei pesi medi     |
| 55 | Vittoria  | 43–6–5  | Marty Servo        | TKO  | 2 (10), 1:52 | 1946–03–29       | Madison Square Garden, New York City, New York         |                                          |
| 54 | Vittoria  | 42–6–5  | Sonny Horne        | UD   | 10           | 1946–01–18       | Madison Square Garden, New York City, New York         |                                          |
| 53 | Vittoria  | 41–6–5  | Harold Green       | PTS  | 3 (10), 1:49 | 1945–09–28       | Madison Square Garden, New York City, New York         |                                          |
| 52 | Vittoria  | 40–6–5  | Freddie Cochrane   | KO   | 10, 2:37     | 1945–08–24       | Madison Square Garden, New York City, New York         |                                          |
| 51 | Vittoria  | 39–6–5  | Freddie Cochrane   | KO   | 10, 0:16     | 1945–06–29       | Madison Square Garden, New York City, New York         |                                          |
| 50 | Vittoria  | 38–6–5  | Al Davis           | TKO  | 4 (10)       | 1945–05–25       | Madison Square Garden, New York City, New York         |                                          |
| 49 | Vittoria  | 37–6–5  | Solomon Stewart    | TKO  | 4 (10)       | 1945–04–17       | Uline Arena, Washington D.C.                           |                                          |
| 48 | Vittoria  | 36–6–5  | Billy Arnold       | TKO  | 3 (8)        | 1945–03–09       | Madison Square Garden, New York City, New York         |                                          |
| 47 | Sconfitta | 35–6–5  | Harold Green       | MD   | 10           | 1944–12–22       | Madison Square Garden, New York City, New York         |                                          |
| 46 | Sconfitta | 35–5–5  | Harold Green       | UD   | 10           | 1944–11–03       | Madison Square Garden, New York City, New York         |                                          |
| 45 | Vittoria  | 35–4–5  | Bernie Miller      | TKO  | 2 (8), 0:44  | 1944–10–24       | Broadway Arena, Brooklyn, New York                     |                                          |
| 44 | Pareggio  | 34–4–5  | Danny Kapilow      | PTS  | 10           | 1944–10–06       | St. Nicholas Arena, New York City, New York            |                                          |
| 43 | Pareggio  | 34–4–4  | Frankie Terry      | PTS  | 8            | 1944–09–15       | St. Nicholas Arena, New York City, New York            |                                          |
| 42 | Vittoria  | 34–4–3  | Jerry Fiorello     | SD   | 8            | 1944–08–14       | Queensboro Arena, Queens, New York                     |                                          |
| 41 | Vittoria  | 33–4–3  | Tony Reno          | PTS  | 8            | 1944–07–21       | Fort Hamilton Arena, Brooklyn, New York                |                                          |
| 40 | Vittoria  | 32–4–3  | Frankie Terry      | TKO  | 6 (8), 2:47  | 1944–06–27       | Dexter Park Arena, Queens, New York                    |                                          |
| 39 | Vittoria  | 31–4–3  | Larney Moore       | KO   | 2 (8)        | 1944–06–07       | MacArthur Stadium, Brooklyn, New York                  |                                          |
| 38 | Vittoria  | 30–4–3  | Tommy Mollis       | TKO  | 7 (10)       | 1944–05–29       | Griffith Stadium, Washington, D.C.                     |                                          |
| 37 | Vittoria  | 29–4–3  | Freddie Graham     | KO   | 3 (8)        | 1944–05–09       | Turner's Arena, Washington, D.C.                       |                                          |
| 36 | Vittoria  | 28–4–3  | Bobby Brown        | KO   | 5 (10)       | 1944–04–10       | Turner's Arena, Washington, D.C.                       |                                          |
| 35 | Vittoria  | 27–4–3  | Ray Rovelli        | PTS  | 8            | 1944–03–14       | Broadway Arena, Brooklyn, New York                     |                                          |
| 34 | Vittoria  | 26–4–3  | Harold Gary        | PTS  | 6            | 1944–03–08       | Scott Hall, Elizabeth, New Jersey                      |                                          |
| 33 | Vittoria  | 25–4–3  | Leon Anthony       | KO   | 1 (8), 1:20  | 1944–03–04       | Ridgewood Grove, Brooklyn, New York                    |                                          |
| 32 | Vittoria  | 24–4–3  | Nick Calder        | KO   | 4 (8)        | 1944–02–24       | Masonic Hall, Highland Park, New Jersey                |                                          |
| 31 | Sconfitta | 23–4–3  | Steve Riggio       | PTS  | 6            | 1944–02–09       | Madison Square Garden, New York City, New York         |                                          |
| 30 | Vittoria  | 23–3–3  | Phil Enzenga       | TKO  | 5 (8)        | 1944–01–18       | Westchester County Center, White Plains, New York      |                                          |
| 29 | Vittoria  | 22–3–3  | Jerry Pittro       | TKO  | 1 (6), 2:31  | 1944–01–07       | Madison Square Garden, New York City, New York         |                                          |
| 28 | Vittoria  | 21–3–3  | Harold Gary        | PTS  | 8            | 1944–01–04       | Grotto Auditorium, Jersey City, New Jersey             |                                          |
| 27 | Vittoria  | 20–3–3  | Milo Theodorescu   | TKO  | 1 (8), 2:52  | 1943–12–27       | Laurel Garden, Newark, New Jersey                      |                                          |
| 26 | Vittoria  | 19–3–3  | Freddie Graham     | PTS  | 6            | 1943–12–06       | St. Nicholas Arena, New York City, New York            |                                          |
| 25 | Vittoria  | 18–3–3  | Freddie Graham     | PTS  | 8            | 1943–11–30       | Paterson, New Jersey                                   |                                          |
| 24 | Sconfitta | 17–3–3  | Steve Riggio       | PTS  | 6            | 1943–11–12       | Coliseum, Oklahoma City, Oklahoma, USA                 |                                          |
| 23 | Vittoria  | 17–2–3  | Jim Sigman         | KO   | 1 (8)        | 14 febbraio 1930 | Madison Square Garden, New York City, New York         |                                          |
| 22 | Pareggio  | 17–2–3  | Charley McPherson  | PTS  | 6            | 1943–10–27       | Scott Hall, Elizabeth, New Jersey                      |                                          |
| 21 | Vittoria  | 17–2–2  | Jimmy Williams     | TKO  | 2 (6)        | 1943–10–13       | Scott Hall, Elizabeth, New Jersey                      |                                          |
| 20 | Vittoria  | 16–2–2  | Freddie Graham     | KO   | 1 (8), 1:02  | 1943–10–05       | Broadway Arena, Brooklyn, New York                     |                                          |
| 19 | Vittoria  | 15–2–2  | George Wilson      | PTS  | 8            | 1943–09–21       | Broadway Arena, Brooklyn, New York                     |                                          |
| 18 | Sconfitta | 14–2–2  | Joe Agosta         | PTS  | 6            | 1943–09–10       | Madison Square Garden, New York City, New York         |                                          |
| 17 | Vittoria  | 14–1–2  | Tony Grey          | PTS  | 6            | 1943–08–24       | Queensboro Arena, Queens, New York                     |                                          |
| 16 | Vittoria  | 13–1–2  | Ted Apostoli       | PTS  | 4            | 1943–08–20       | Madison Square Garden, New York City, New York         |                                          |
| 15 | Vittoria  | 12–1–2  | Charley McPherson  | PTS  | 6            | 1943–08–12       | Fort Hamilton Arena, Brooklyn, New York                |                                          |
| 14 | Vittoria  | 11–1–2  | Randy Drew         | KO   | 1 (6), 2:16  | 1943–07–27       | Queensboro Arena, Queens, New York                     |                                          |
| 13 | Vittoria  | 10–1–2  | George Stevens     | KO   | 1 (6)        | 1943–07–22       | Fort Hamilton Arena, Brooklyn, New York                |                                          |
| 12 | Vittoria  | 9–1–2   | Johnny Atteley     | TKO  | 2 (6)        | 1943–07–08       | Fort Hamilton Arena, Brooklyn, New York                |                                          |
| 11 | Vittoria  | 8–1–2   | Frankie Falco      | KO   | 5 (6), 1:37  | 1943–06–24       | Fort Hamilton Arena, Brooklyn, New York                |                                          |
| 10 | Vittoria  | 7–1–2   | Joe Curcio         | TKO  | 4 (6), 0:39  | 1943–06–16       | Twin City Bowl, Elizabeth, New Jersey                  |                                          |
| 9  | Vittoria  | 6–1–2   | Gilberto Vasquez   | TKO  | 1 (6), 1:45  | 1943–06–11       | Fort Hamilton Arena, Brooklyn, New York                |                                          |
| 8  | Pareggio  | 5–1-2   | Lou Miller         | PTS  | 6            | 1942–05–25       | St. Nicholas Arena, New York City, New York            |                                          |
| 7  | Vittoria  | 5–1–1   | Godfrey Howell     | KO   | 4            | 1942–05–12       | Broadway Arena, Brooklyn, New York                     |                                          |
| 6  | Vittoria  | 4–1–1   | Eddie Lee          | KO   | 4            | 1942–05–04       | St. Nicholas Arena, New York City, New York            |                                          |
| 5  | Sconfitta | 3–1–1   | Charles Ferguson   | PTS  | 6            | 1942–04–28       | Broadway Arena, Brooklyn, New York                     |                                          |
| 4  | Pareggio  | 3–0–1   | Godfrey Howell     | PTS  | 4            | 1942–04–20       | St. Nicholas Arena, New York City, New York            |                                          |
| 3  | Vittoria  | 3–0     | Kenny Blackmar     | KO   | 1 (4)        | 1942–04–14       | Broadway Arena, Brooklyn, New York                     |                                          |
| 2  | Vittoria  | 2–0     | Mike Mastandrea    | KO   | 3 (4)        | 1942–04–06       | St. Nicholas Arena, New York City, New York            |                                          |
| 1  | Vittoria  | 1–0     | Curtis Hightower   | TKO  | 2 (4)        | 1942–03–31       | Broadway Arena, Brooklyn, New York                     |                                          |